# Луций Варий Руф
Луций Варий Руф е трагически и епически поет , съвременник и приятел на Виргилий и Хораций. Живял през I в. пр.н.е. Спасил „Енеида“, която Виргилий искал да унищожи в предсмъртния си час. По указание на Октавиан Август, издаването на „Енеида“ прави именно Варий. Варий е източник на повечето от биографически сведения за Вергилий.